# Charlison Benschop
Charlison Girigorio Benschop (ur. 21 sierpnia 1989 w Willemstad) – piłkarz z Curaçao grający na pozycji napastnika.

## Kariera klubowa
W latach 2007–2010 grał w RKC Waalwijk, a następnie w latach 2010–2012 w AZ Alkmaar. 3 lipca 2012 Benschop podpisał 4-letni kontrakt ze Stade Brestois 29. Grał w nim przez sezon i w 2013 odszedł do Fortuny Düsseldorf. W latach 2015–2018 występował w Hannover 96. Następnie był piłkarzem FC Ingolstadt 04 i De Graafschap. 9 lipca 2019 podpisał kontrakt z holenderskim FC Groningen, umowa do 30 czerwca 2021. Następnie był zawodnikiem Apollona Limassol i SV Sandhausen. W 2022 został zawodnikiem klubu Fortuna Sittard.
| Sezon   | Klub               | Kraj     | Rozgrywki                 | Mecze | Bramki | Rozgrywki Europy | Mecze | Bramki |
| ------- | ------------------ | -------- | ------------------------- | ----- | ------ | ---------------- | ----- | ------ |
| 2007/08 | RKC Waalwijk       | Holandia | Eerste divisie            | 3     | 1      | –                | –     | –      |
| 2008/09 | RKC Waalwijk       | Holandia | Eerste divisie            | 35    | 11     | –                | –     | –      |
| 2009/10 | RKC Waalwijk       | Holandia | Eredivisie                | 31    | 6      | –                | –     | –      |
| 2010/11 | AZ Alkmaar         | Holandia | Eredivisie                | 16    | 1      | Liga Europy UEFA | 1     | 0      |
| 2011/12 | AZ Alkmaar         | Holandia | Eredivisie                | 29    | 5      | Liga Europy UEFA | 12    | 1      |
| 2012/13 | Stade Brestois 29  | Francja  | Ligue 1                   | 27    | 5      | –                | –     | –      |
| 2013/14 | Fortuna Düsseldorf | Niemcy   | 2. Fußball-Bundesliga     | 28    | 12     | –                | –     | –      |
| 2014/15 | Fortuna Düsseldorf | Niemcy   | 2. Fußball-Bundesliga     | 30    | 13     | –                | –     | –      |
| 2015/16 | Hannover 96        | Niemcy   | Bundesliga                | 9     | 1      | –                | –     | –      |
| 2016/17 | Hannover 96        | Niemcy   | 2. Bundesliga             | 2     | 0      | –                | –     | –      |
| 2017/18 | Hannover 96        | Niemcy   | Bundesliga                | 7     | 1      | –                | –     | –      |
| 2018/19 | FC Ingolstadt 04   | Niemcy   | 2. Bundesliga             | 9     | 1      | –                | –     | –      |
| 2018/19 | De Graafschap      | Holandia | Eredivisie                | 14    | 3      | –                | –     | –      |
| 2019/20 | FC Groningen       | Holandia | Eredivisie                | 17    | 3      | –                | –     | –      |
| 2019/20 | Apollon Limassol   | Cypr     | Protathlima A’ Kategorias | 7     | 3      | –                | –     | –      |
| 2020/21 | Apollon Limassol   | Cypr     | Protathlima A’ Kategorias | 28    | 7      | Liga Europy UEFA | 2     | 0      |

Stan na: koniec sezonu 2020/2021